# Lac des Minimes
El lac des Minimes és un llac artificial del Bosc de Vincennes.
D'una superfície d'aproximadament de sis hectàrees, el llac se situa al nord-est del bosc de Vincennes, a nivell de la porte Jaune, i voltat per la route Circulaire. Conté tres illes. Com els altres llacs de la xarxa hidràulica del bosc, és alimentat per les aigües del Sena bombades a Austerlitz.
Situat a l'emplaçament de l'antic convent de l'ordre dels Mínims, fundat el 1164 pel rei  Lluís VII, el llac va ser cavat el 1857 per Jean-Charles Alphand, durant el condicionament del bosc de Vincennes.